# Bieg Konstytucji 3 Maja
Bieg Konstytucji 3 Maja – uliczne zawody biegowe odbywające się corocznie 3 maja w Warszawie z okazji święta Konstytucji na dystansie 5 km.

## Historia
Bieg jest organizowany w Warszawie z okazji przywróconego w 1990 roku Święta Narodowego Trzeciego Maja. Pierwsza edycja corocznego biegu odbyła się w 1991 roku. Stanowi część cyklu Warszawskiej Triady Biegowej „Zabiegaj o Pamięć” razem z Biegiem Powstania Warszawskiego i Biegiem Niepodległości, a od 2022 roku należy do Ligi Mistrzów Warszawy, w skład której wchodzą dodatkowo Półmaraton Warszawski i Maraton Warszawski.
Organizatorami biegu były w różnych latach: Biuro Zarządu Miasta Stołecznego Warszawy, Warszawski Ośrodek Sportu i Rekreacji m.st. Warszawa, Stołeczne Centrum Sportu Aktywna Warszawa i Fundacja „Maraton Warszawski”.
Bieg odbywa i odbywał się na ulicach w centrum Warszawy np. na trasie Sejm–Belweder (2003), pętli Plac Trzech Krzyży–Rondo Waszyngtona (2024), czy na pętli złożonej z ulic Rozbrat, Książęcej, Alei Ujazdowskich, Agrykola, Szwoleżerów, Kawalerii i Myśliwieckiej (2022). Biegowi głównemu towarzyszą niekiedy zawody nordic walking, wyścigi wózków oraz biegi dziecięce, jak bieg z maskotką.
W latach 2020 i 2021 bieg został odwołany ze względu na pandemię COVID-19.

## Edycje i zwycięzcy
| Rok (edycja)  | Liczba uczestników | Dystans    | Zwycięzcy biegu głównego                     | Zwycięzcy imprez towarzyszących                                                       | Źródła               |
| 2025 (XXXIII) | 6225               | 5 km       | Kamil Herzyk, Emilia Mazek                   | Marcin Tomczak, Krystyna Paszek (NW); Witold Serwacki, Karolina Kielczyk (wózki)      | [ 18 ] [ 19 ] [ 20 ] |
| 2024 (XXXII)  | 5122               | 5 km       | Krzysztof Wasiewicz, Dominika Stelmach       | Adam Bugajski, Małgorzata Pomarańska (NW); Witold Serwacki, Karolina Kielczyk (wózki) | [ 21 ] [ 22 ] [ 23 ] |
| 2023 (XXXI)   | 3814               | 5 km       | Krzysztof Wasiewicz, Joanna Szmit            | Leszek Mystkowski, Bożena Zbieć (NW); Daniel Wendołowski, Julia Sadkowska (wózki)     | [ 24 ] [ 25 ] [ 26 ] |
| 2022 (XXX)    | 2981               | 5 km       | Taras Telkovsky, Iwona Bernardelli           |                                                                                       | [ 27 ]               |
| 2021          | –                  | –          | bieg odwołany                                | –                                                                                     | [ 17 ]               |
| 2020          | –                  | –          | bieg odwołany                                | –                                                                                     | [ 16 ]               |
| 2019 (XXIX)   | 5943               | 5 km       | Jakub Nowak, Ewa Jagielska                   | Maciej Kwaśny, Anna Sołdecka (NW)                                                     | [ 28 ] [ 29 ]        |
| 2018 (XXVIII) | 5404               | 5 km       | Jakub Nowak, Paulina Lipska-Mazurek          | Sebastian Karpiński, Karolina Grochowska (NW)                                         | [ 30 ] [ 31 ]        |
| 2017 (XXVII)  | 4387               | 5 km       | Kamil Jastrzębski, Iwona Bernardelli         | Krzysztof Człapski, Hanna Szymańska-Gozdek (NW)                                       | [ 7 ] [ 32 ]         |
| 2016 (XXVI)   | 3740               | 5 km       | Mariusz Giżyński, Karolina Pilarska          |                                                                                       | [ 33 ]               |
| 2015 (XXV)    | 3645               | 5 km       | Michał Kaczmarek, Anna Łapińska              | Zdzisław Gozdalski, Jolanta Wąsikowska (NW)                                           | [ 34 ] [ 35 ]        |
| 2014 (XXIV)   | 3310               | 5 km       | Michał Bernardelli, Anna Łapińska            |                                                                                       | [ 36 ]               |
| 2013 (XXIII)  | 2663               | 5 km       | Michał Kaczmarek, Aneta Kaczmarek            | Zdzisław Gozdalski, Martyna Kaźmierczak (NW); Bogdan Król, Monika Pudlis (wózki)      | [ 37 ] [ 38 ] [ 39 ] |
| 2012 (XXII)   | 2164               | 5 km       | Artur Kozłowski, Olga Ochal                  | Sławomir Kocewiak, Henryka Osowiecka (NW); Wiesław Matejuk, – (wózki)                 | [ 40 ] [ 41 ] [ 42 ] |
| 2011 (XXI)    | 1813               | 5 km       | Mariusz Giżyński, Maria Cześnik              | Sławomir Kocewiak, Jolanta Pytkowska (NW); Bogdan Król, Monika Pudlis (wózki)         | [ 12 ] [ 13 ] [ 14 ] |
| 2010 (XX)     | 1627               | 5 km       | Mariusz Giżyński, Maria Cześnik              |                                                                                       | [ 43 ]               |
| 2009 (XIX)    | 1392               | 5 km       | Jakub Wiśniewski, Agnieszka Sypek-Malinowska |                                                                                       | [ 44 ]               |
| 2008 (XVIII)  | 326                | ?          | Jan Marian Wróblewski, Anna Giżyńska         |                                                                                       | [ 45 ]               |
| 2007 (XVII)   | 176                | ok. 4700 m | Marcin Kufel, Beata Andres                   |                                                                                       | [ 6 ]                |
| 2006 (XVI)    | 193                | ok. 5 km   | Dariusz Wieczorek, Barbara Jabłońska         |                                                                                       | [ 46 ]               |
| 2005 (XV)     | 188                | ok. 5 km   | Robert Celiński, Emilia Rybi                 |                                                                                       | [ 47 ]               |
| 2004 (XIV)    | 189                | 5 km       | Michał Bernardelli, Małgorzata Bury          |                                                                                       | [ 48 ]               |
| 2003 (XIII)   | 124                | ok. 5 km   | Jarosław Bieniecki, Emilia Rybi              |                                                                                       | [ 9 ]                |
| 2002 (XII)    | 120                | ok. 5 km   | Stanisław Marzec, Anna Górnicka-Antonowicz   |                                                                                       | [ 5 ]                |
| 2001 (XI)     |                    |            |                                              |                                                                                       |                      |
| 2000 (X)      |                    |            |                                              |                                                                                       |                      |
| 1999 (IX)     |                    |            |                                              |                                                                                       |                      |
| 1998 (VIII)   |                    |            |                                              |                                                                                       |                      |
| 1997 (VII)    |                    |            |                                              |                                                                                       |                      |
| 1996 (VI)     | 96                 | ok. 5 km   | Robert Najdzion, Małgorzata Jamróz           |                                                                                       | [ 49 ]               |
| 1995 (V)      | 106                | ok. 5 km   | Wojciech Więckowski, Renata Sobiesiak        |                                                                                       | [ 50 ]               |
| 1994 (II)     |                    |            |                                              |                                                                                       |                      |
| 1993 (III)    | 108                | 5 km       | Stanisław Marzec, Kamila Gradus              |                                                                                       | [ 2 ]                |
| 1992 (II)     |                    |            |                                              |                                                                                       |                      |
| 1991 (I)      |                    |            |                                              |                                                                                       |                      |